# ITF Women's La Marsa
L'ITF Women's La Marsa è un torneo professionistico femminile di tennis giocato su campi in terra rossa. Fa parte dell'ITF Women's Circuit. Si gioca annualmente a La Marsa in Tunisia.

## Albo d'oro

### Singolare
| Anno       | Campionessa         | Finalista            | Punteggio        |
| ---------- | ------------------- | -------------------- | ---------------- |
| 2008       | Fatima El Allami    | Davinia Lobbinger    | 7–6(0), 6–3      |
| 2009       | Irene Santos Bravo  | Cindy Chala          | 7–6(4), 1–6, 6–4 |
| 2010       | Amanda Carreras     | Erika Zanchetta      | 7–6(4), 6–0      |
| 2011       | Anastasia Grymalska | Martina Caregaro     | 7–5, 2–6, 6–3    |
| 2012       | Elina Svitolina     | Isabella Šinikova    | 7–6(4), 7–6(5)   |
| 2013       | Yvonne Meusburger   | Viktorija Kan        | 6–3, 6–4         |
| 2014       | Andrea Gámiz        | Tereza Mrdeža        | 3–6, 6–0, 6–4    |
| 2015       | Romina Oprandi      | Anastasija Sevastova | 6–3, 6–3         |
| 2016       | Victoria Kan        | Galina Woskobojewa   | 6–4, 6–4         |
| 2017       | Myrtille Georges    | Aleksandra Panova    | 6–1, 6–1         |
| 2018– 2022 | Non disputato       | Non disputato        | Non disputato    |
| 2023       | Jana Kolodynska     | Justina Mikulskytė   | 6–2, 2–0 rit.    |

### Doppio
| Anno       | Campionesse                              | Finaliste                                | Punteggio           |
| ---------- | ---------------------------------------- | ---------------------------------------- | ------------------- |
| 2008       | Lina Bennani Fatima El Allami            | Davinia Lobbinger Mika Urbancic          | 4–6, 6–4, [11–9]    |
| 2009       | Marcella Koek Irene Santos-Bravo         | Zuzana Linhová Davinia Lobbinger         | walkover            |
| 2010       | Amanda Carreras Sheila Solsona-Carcasona | Ximena Hermoso Ivette Lopez              | 6–4, 7–5            |
| 2011       | Désirée Bastianon Steffi Distelmans      | Diana Isaeva Margarita Lazareva          | 7–5, 6–2            |
| 2012       | Ulrikke Eikeri Isabella Šinikova         | Mervana Jugić-Salkić Sandra Klemenschits | 6–3, 6–4            |
| 2013       | Réka-Luca Jani Evgenija Paškova          | Danka Kovinić Laura Pigossi              | 6–3, 4–6, [10–5]    |
| 2014       | Andrea Gámiz Valerija Savinych           | Xenia Knoll Pemra Özgen                  | 1–6, 7–6(6), [11–9] |
| 2015       | Pemra Özgen İpek Soylu                   | Sofia Šapatava Anastasija Wassyljewa     | 3–6, 6–3, [10–4]    |
| 2016       | Vitalija D'jačenko Galina Woskobojewa    | Victoria Kan Sabina Sharipova            | 6–3, 1–6, [12–10]   |
| 2017       | Katarzyna Kawa Jasmina Tinjić            | Dea Herdželaš Tereza Mrdeža              | 7–5, 6–4            |
| 2018– 2022 | Non disputato                            | Non disputato                            | Non disputato       |
| 2023       | Marija Kozyrewa Wei Sijia                | Kateryna Wolodko Hiroko Kuwata           | 5–7, 6–4, [10–6]    |